# Come On Die Young
Come On Die Young (também conhecido como CODY) é o segundo álbum da banda escocesa Mogwai, lançado em 6 de abril de 1999.

## Faixas
1. "Punk Rock:" – 2:08
2. "Cody" – 6:33
3. "Helps Both Ways" – 4:53
4. "Year 2000 Non-Compliant Cardia" – 3:25
5. "Kappa" – 4:52
6. "Waltz for Aidan" – 3:44
7. "May Nothing But Happiness Come Through Your Door" – 8:29
8. "Oh! How the Dogs Stack Up" – 2:03
9. "Ex-Cowboy" – 9:09
10. "Chocky" – 9:23
11. "Christmas Steps" – 10:39
12. "Punk Rock/Puff Daddy/ANʇICHRISʇ" – 2:14